# Europastraße 604
Die Europastraße 604 (kurz: E 604) ist eine insgesamt etwa 105 Kilometer lange Europastraße des Zwischennetzes, die in Frankreich die Städte Tours und Vierzon verbindet.

## Verlauf
Die Straße verläuft von Westen nach Osten und folgt, ausgehend von der Europastraße 5 (Autoroute A10) südlich von Tours, dabei der Trasse der Autoroute A85, die westlich bis zu ihrer Kreuzung mit der A10 einen Teil der Europastraße 60 bildet. Sie folgt nach Osten dem weiteren Verlauf der A85, verläuft zunächst südlich des Cher, der nordwestlich von Saint-Aignan (Loir-et-Cher) gequert wird, umgeht dann südlich Romorantin-Lanthenay  und trifft nördlich von Vierzon auf die Autoroute A71 (Europastraße 9), an der sie endet.